# 日本國徽
日本的國徽，實際上採用菊花紋章。由於日本法律并没有确立正式的国徽，因此习惯上，日本皇室（天皇家）的家徽「十六八重表菊紋」（日語「八重」（やえ）是重瓣之意，非指數量），即菊花纹章，被廣泛作为日本代表性的國家徽章而使用。

## 概要
鎌倉時代，後鳥羽天皇把菊紋鍛刻在刀上並定為皇室紋章。日本護照封面上的徽章「十六瓣一重表菊紋」，与日本皇室的菊花纹章相似，花瓣数一样，花的层数却少了一层。
另外，日本內閣所使用的代表徽章「五七桐花紋」，也常在國際場合及政府文件作为国家的徽章而使用，例如日本入境許可貼紙的底紋。

## 历史
日本天皇家（皇室）的家紋也以菊花設計，據說是平安時代末期至鎌倉時代初期即位的後鳥羽天皇熱愛菊花的關係，他將菊紋刻在刀劍上並定為皇室紋章。後代的天皇也沿用菊紋章，並將「十六八重表菊」視為皇室紋章，以代表最高權威的象徵、日本人的護照上，以「十六花瓣一重表菊紋」為標記。

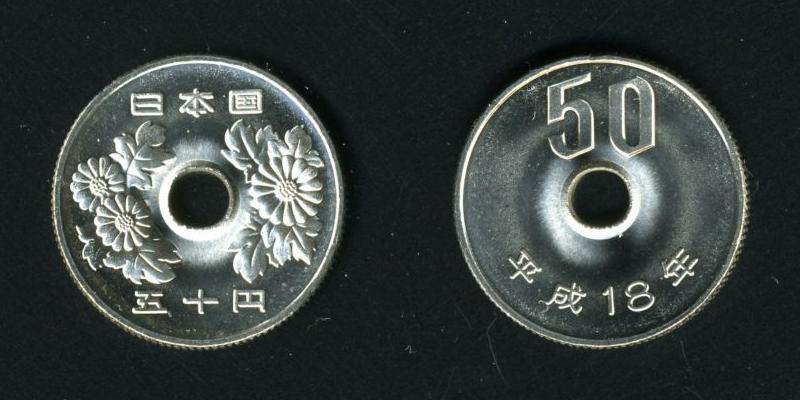
五十日圓硬幣（日圓）

明治维新後，菊花作為皇室的裝飾開始流傳至民間， 50円硬幣背面，也採用了菊花圖案。

## 圖集

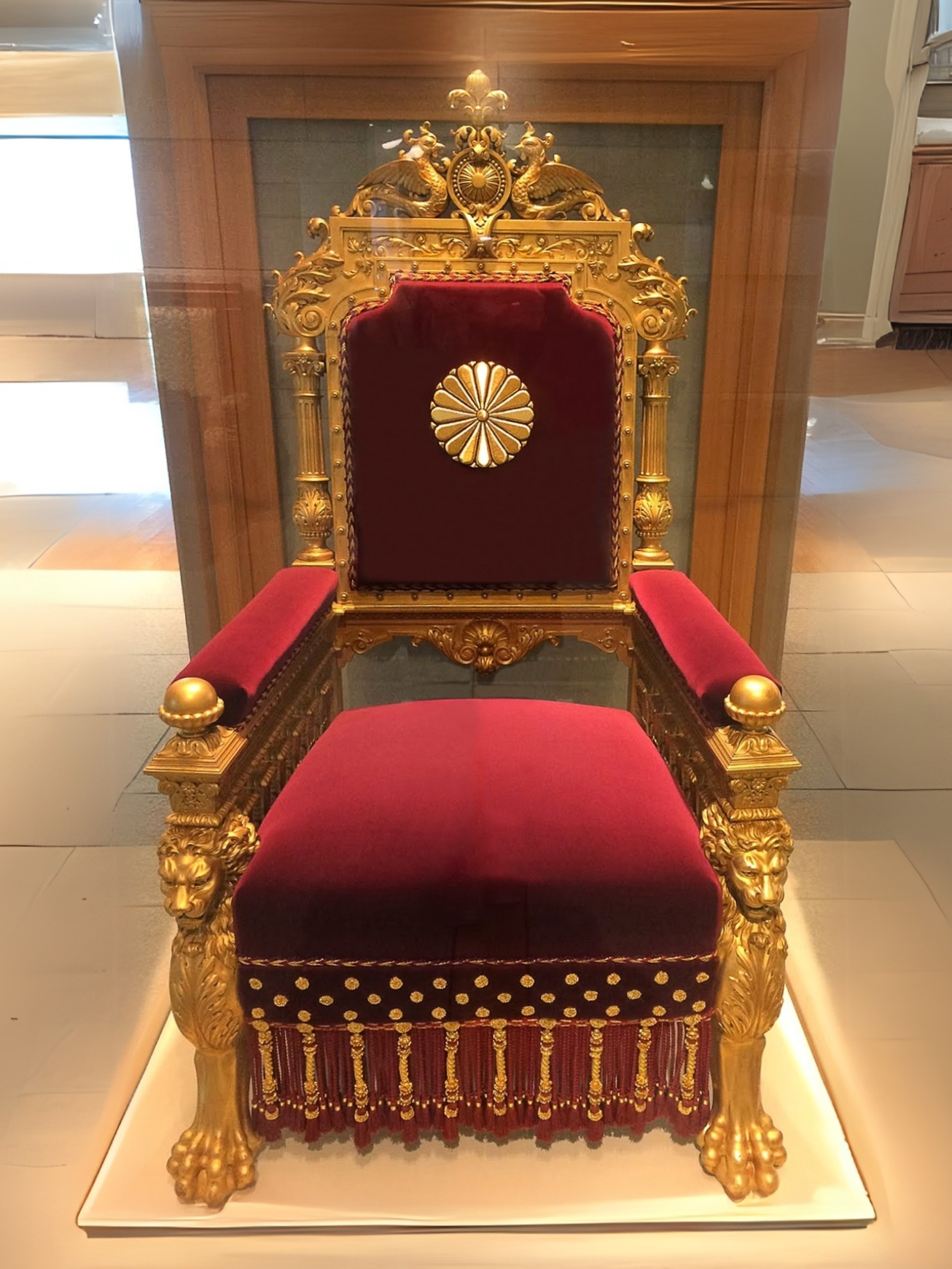
天皇御座上的菊花徽飾
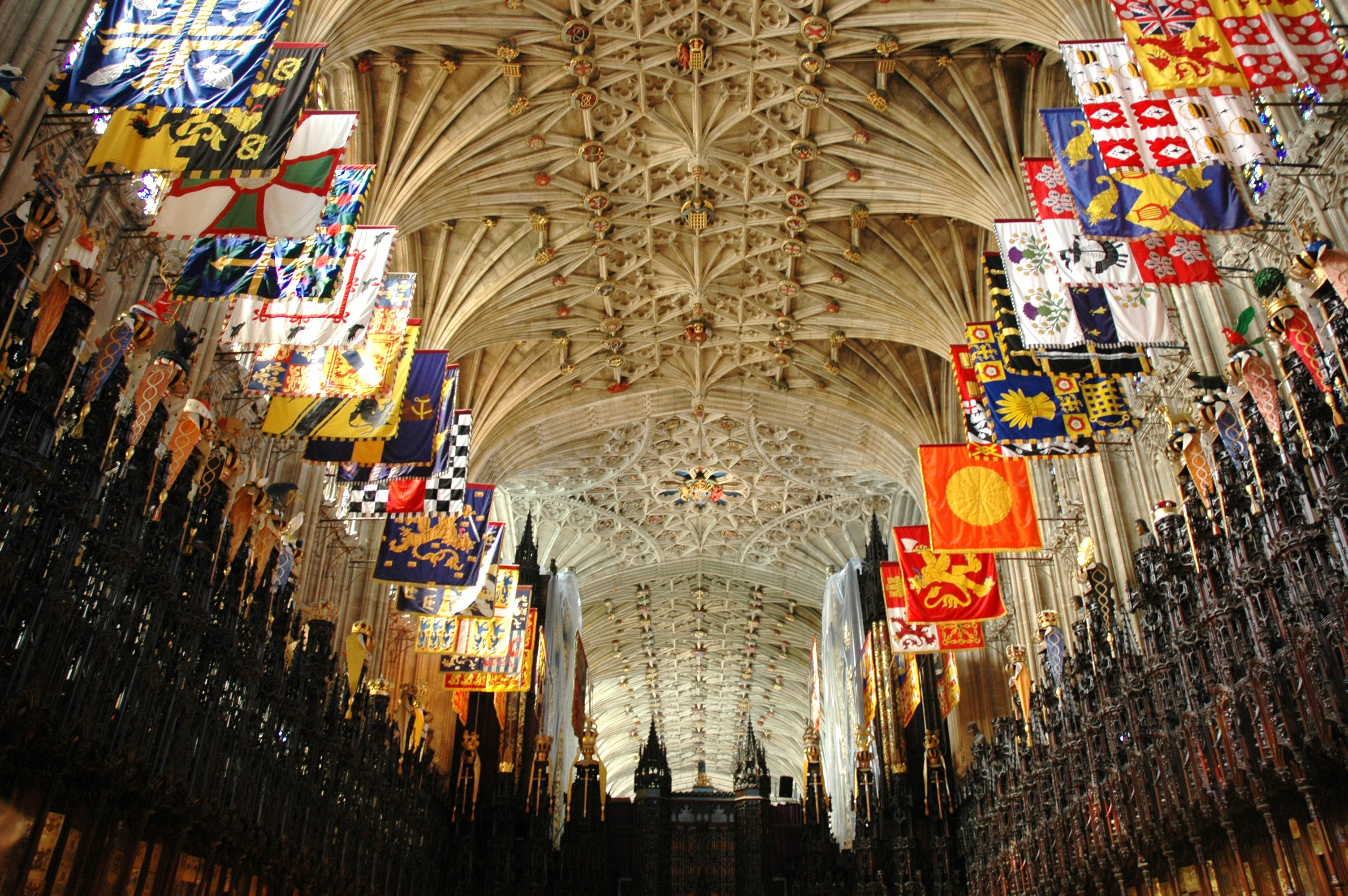
嘉德勋章
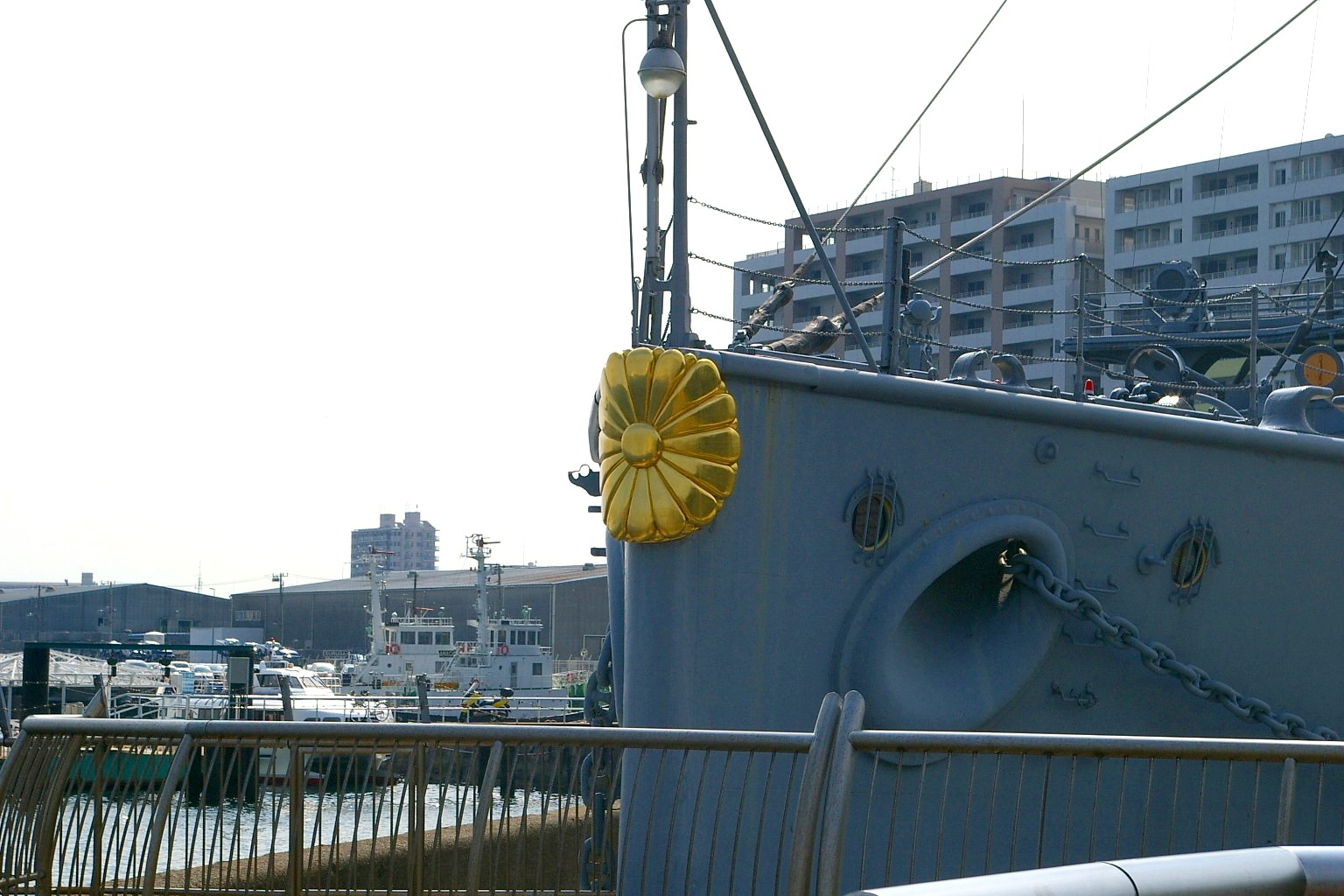
三笠號戰艦
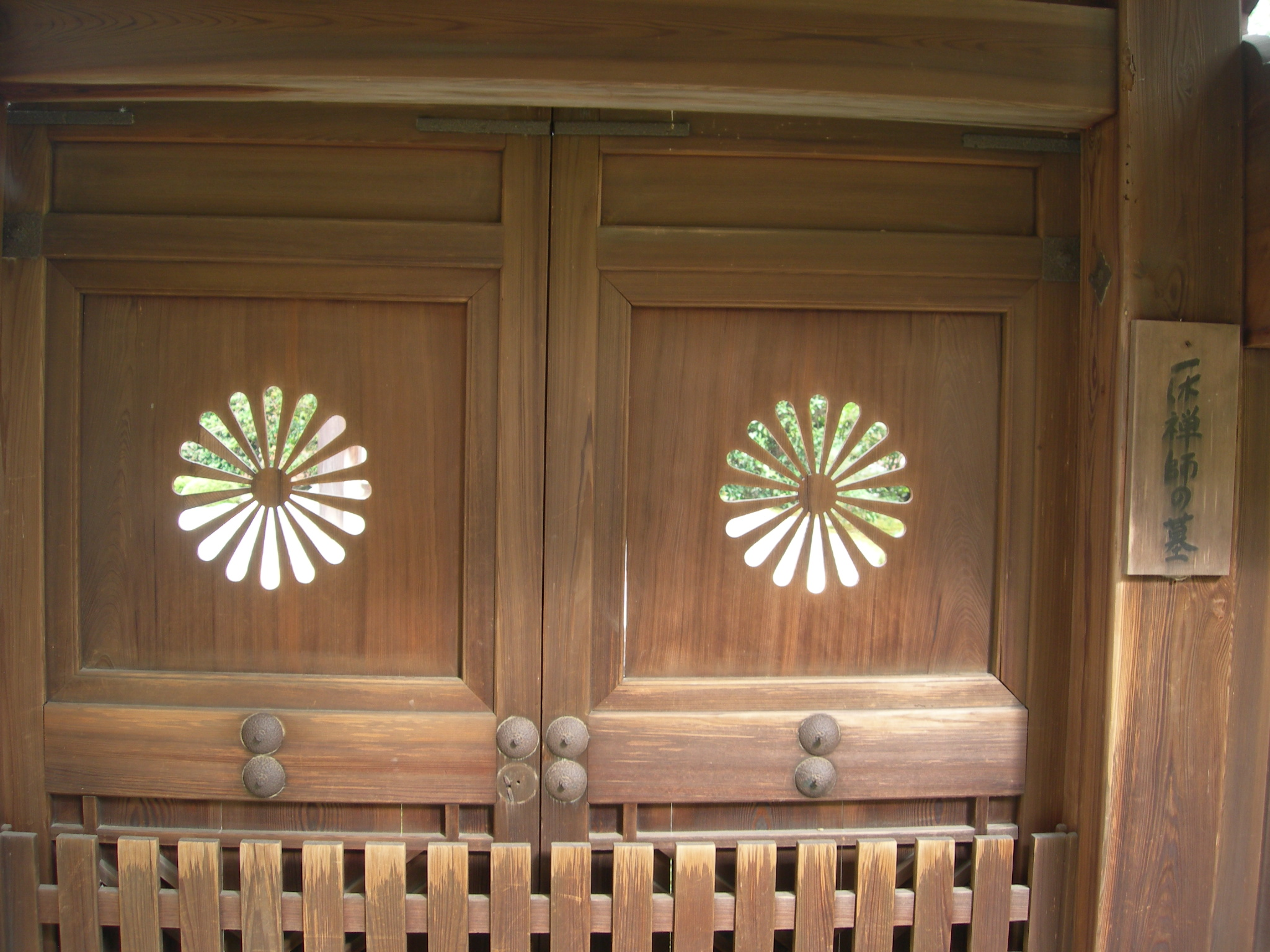
一休宗纯的墓地（京都府）
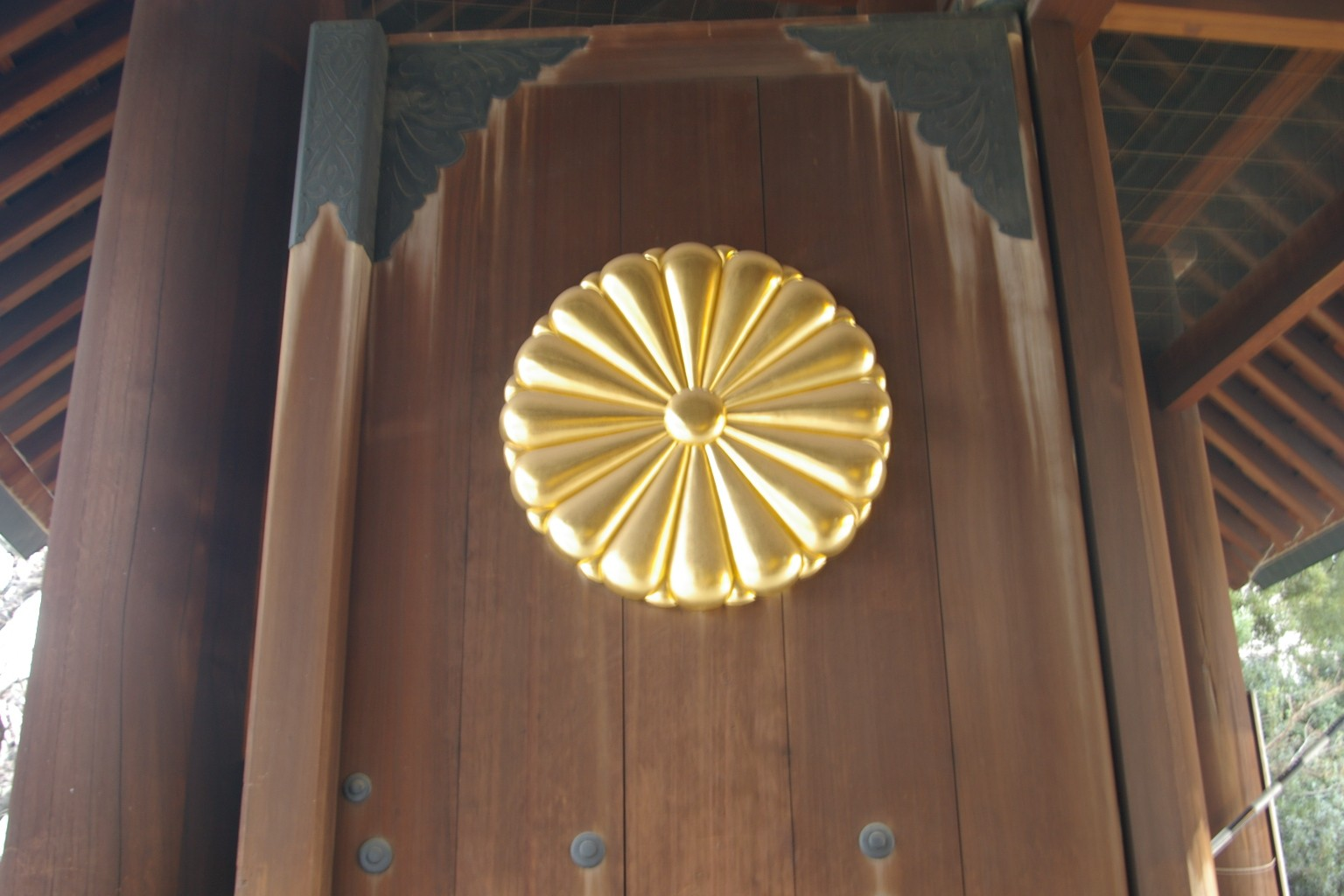
靖国神社 （入口）
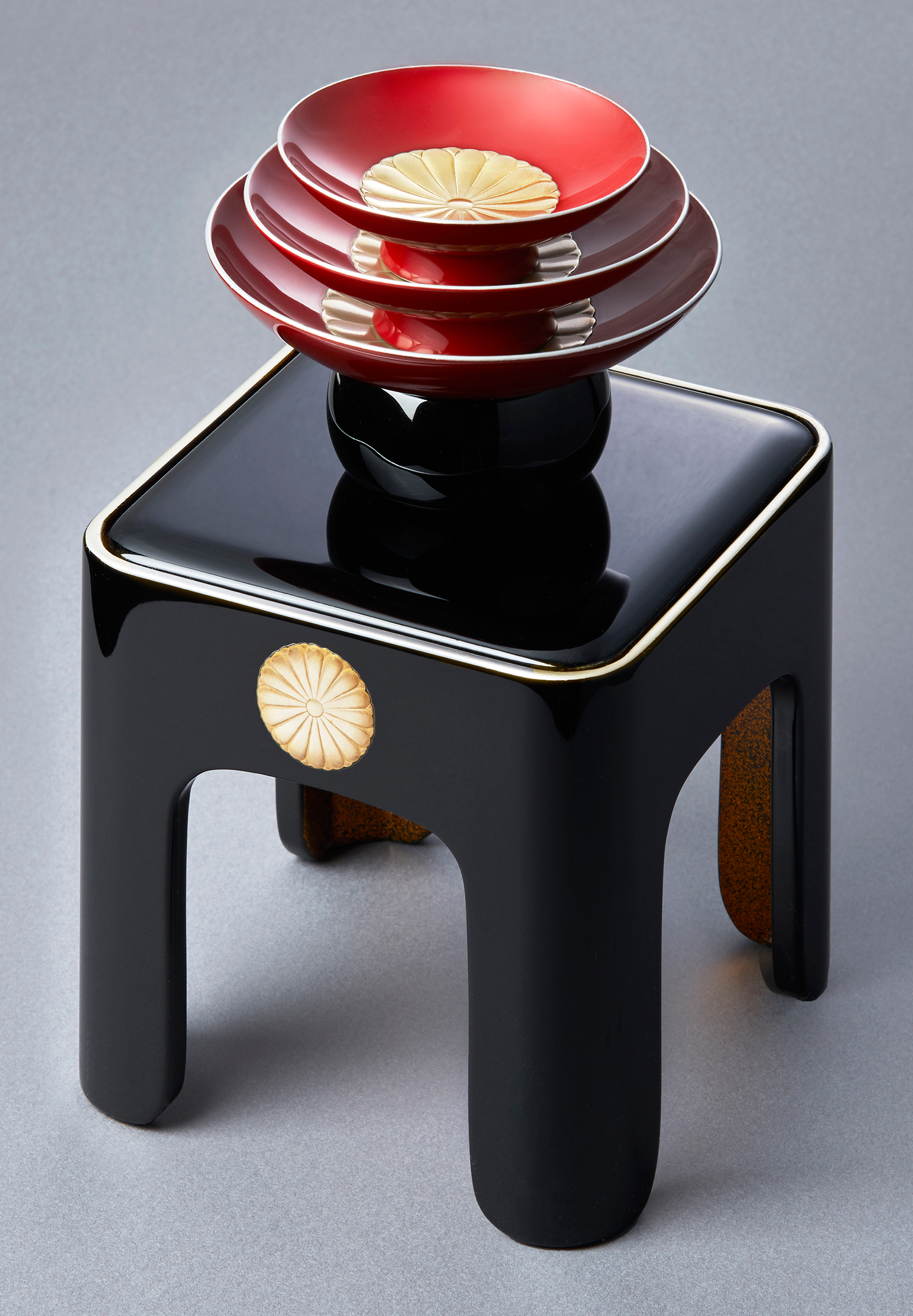

## 标识

十六瓣八重表菊紋
天皇旗
明仁获封嘉德騎士後的紋章
明仁获封金羊毛騎士後的紋章
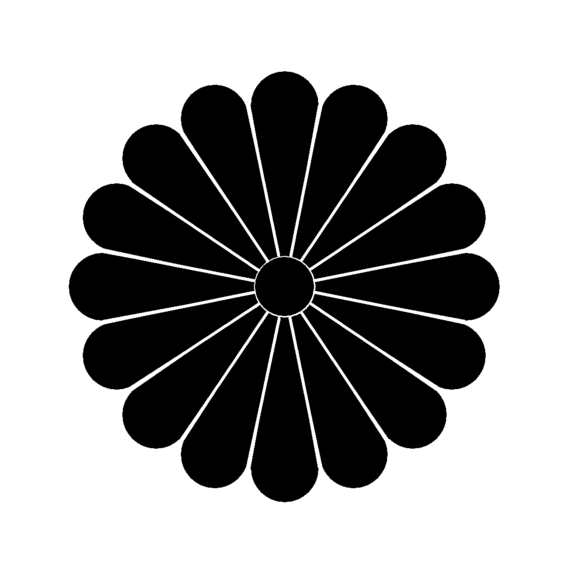
十六菊紋
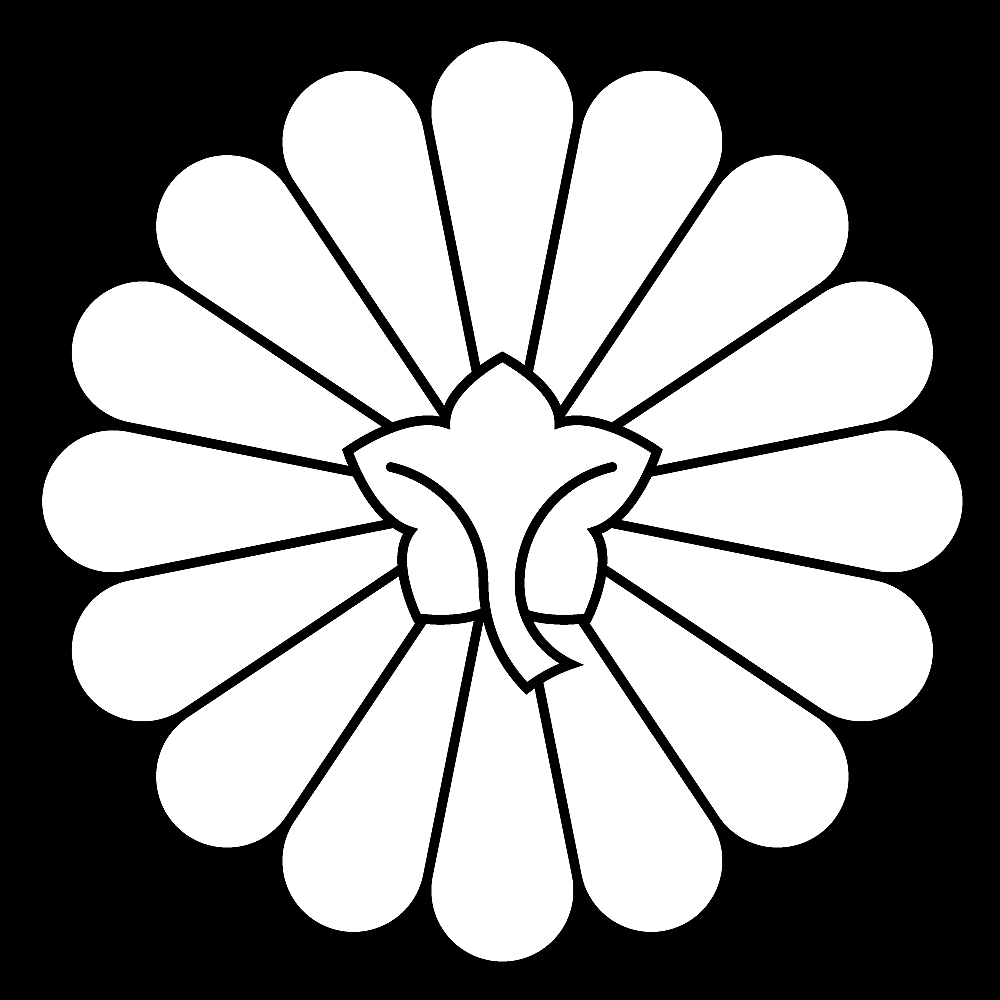
十六裏菊紋
十菊紋
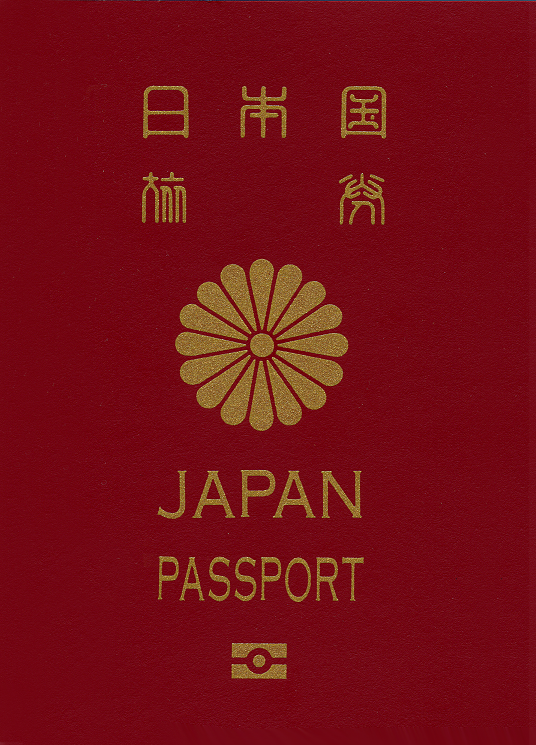
日本護照的封面：十六瓣一重表菊紋
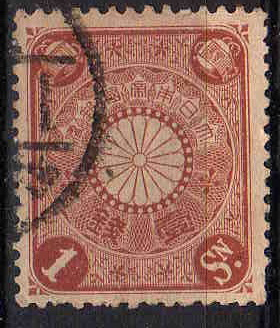
明治時期一張有菊花紋章圖樣的郵票
皇太子旗
日本皇室旗
瑪麗亞·路易莎皇后勳章
嘉德勋章